# Vetluguina
Vetluguina (en rus: Ветлугина) és un poble de l'óblast de Sverdlovsk, a Rússia, segons el cens del 2010 tenia 51 habitants.